# Formula Renault 3.5 Series 2011
Navigation
2010 2012
Le championnat de Formula Renault 3.5 Series 2011 se déroule au sein des World Series by Renault du 16 avril au 9 octobre 2011.

## Pilotes et écuries
R = Rookie
| Écurie                    | #  | Pilote                | Statut | Epreuves |
| ------------------------- | -- | --------------------- | ------ | -------- |
| Tech 1 Racing             | 1  | Kevin Korjus          | R      | Tous     |
| Tech 1 Racing             | 2  | Arthur Pic            | R      | Tous     |
| ISR                       | 3  | Lewis Williamson (en) | R      | 1, 9     |
| ISR                       | 3  | Daniel Ricciardo      |        | 2–8      |
| ISR                       | 4  | Nathanaël Berthon     |        | Tous     |
| Carlin Motorsport         | 5  | Jean-Éric Vergne      |        | Tous     |
| Carlin Motorsport         | 6  | Robert Wickens        |        | Tous     |
| Fortec Motorsport         | 7  | Alexander Rossi       | R      | Tous     |
| Fortec Motorsport         | 8  | César Ramos           | R      | Tous     |
| Comtec Racing             | 9  | Daniel McKenzie (en)  | R      | Tous     |
| Comtec Racing             | 10 | Daniël de Jong        | R      | Tous     |
| EPIC Racing               | 11 | Sten Pentus           |        | Tous     |
| EPIC Racing               | 12 | Albert Costa          |        | Tous     |
| International DracoRacing | 15 | Stéphane Richelmi     | R      | Tous     |
| International DracoRacing | 16 | André Negrão          | R      | 1–8      |
| International DracoRacing | 16 | Adrien Tambay         | R      | 9        |
| Pons Racing               | 17 | Oliver Webb           | R      | Tous     |
| Pons Racing               | 18 | Dominic Storey        | R      | 1        |
| Pons Racing               | 18 | Jean-Karl Vernay      | R      | 2        |
| Pons Racing               | 18 | Filip Salaquarda      |        | 3        |
| Pons Racing               | 18 | Adrien Tambay         | R      | 4        |
| Pons Racing               | 18 | Michael Herck         |        | 5        |
| Pons Racing               | 18 | Marcos Martínez       |        | 6        |
| Pons Racing               | 18 | Nick Yelloly          | R      | 7–9      |
| Mofaz Racing              | 19 | Chris Van der Drift   |        | 1–4      |
| Mofaz Racing              | 19 | Fairuz Fauzy          |        | 5–9      |
| Mofaz Racing              | 20 | Jake Rosenzweig       |        | Tous     |
| KMP Racing                | 21 | Anton Nebylitskiy     |        | 1–5, 7–9 |
| KMP Racing                | 21 | Mikhail Aleshin       |        | 6        |
| KMP Racing                | 22 | Nelson Panciatici     |        | Tous     |
| P1 Motorsport             | 23 | Walter Grubmüller     |        | 1–5, 7–9 |
| P1 Motorsport             | 23 | Adam Carroll          | R      | 6        |
| P1 Motorsport             | 24 | Daniil Move           |        | Tous     |
| BVM–Target                | 25 | Daniel Zampieri       |        | Tous     |
| BVM–Target                | 26 | Sergio Canamasas      |        | Tous     |
| Gravity–Charouz Racing    | 27 | Jan Charouz           |        | Tous     |
| Gravity–Charouz Racing    | 28 | Brendon Hartley       |        | Tous     |

## Règlement sportif
- Chaque week-end de compétition comporte deux courses (sauf celui de Monaco).
- L'attribution des points s'effectue selon le barème 25, 18, 15, 12, 10, 8, 6, 4, 2, 1 dans les deux courses du week-end.

## Courses de la saison 2011[1]
| Date         | Lieu                      | Vainqueur        | Équipe            |
| ------------ | ------------------------- | ---------------- | ----------------- |
| 16 avril     | Circuit d'Alcañiz         | Alexander Rossi  | Fortec Motorsport |
| 17 avril     | Circuit d'Alcañiz         | Kevin Korjus     | Tech 1 Racing     |
| 30 avril     | Spa-Francorchamps         | Robert Wickens   | Carlin            |
| 1er mai      | Spa-Francorchamps         | Jean-Éric Vergne | Carlin            |
| 14 mai       | Autodromo Nazionale Monza | Kevin Korjus     | Tech 1 Racing     |
| 15 mai       | Autodromo Nazionale Monza | Daniel Ricciardo | ISR               |
| 29 mai       | Circuit de Monaco         | Daniel Ricciardo | ISR               |
| 18 juin      | Nürburgring               | Robert Wickens   | Carlin            |
| 19 juin      | Nürburgring               | Kevin Korjus     | Tech 1 Racing     |
| 2 juillet    | Hungaroring               | Jean-Éric Vergne | Carlin            |
| 3 juillet    | Hungaroring               | Jean-Éric Vergne | Carlin            |
| 20 août      | Circuit de Silverstone    | Robert Wickens   | Carlin            |
| 21 août      | Circuit de Silverstone    | Robert Wickens   | Carlin            |
| 17 septembre | Circuit Paul-Ricard       | Jean-Éric Vergne | Carlin            |
| 18 septembre | Circuit Paul-Ricard       | Alexander Rossi  | Fortec Motorsport |
| 8 octobre    | Circuit de Catalogne      | Robert Wickens   | Carlin            |
| 9 octobre    | Circuit de Catalogne      | Albert Costa     | EPIC Racing       |

## Classement des pilotes
| Classement | Pilote                | Pays               | Équipe                    | Nombre de points |
| ---------- | --------------------- | ------------------ | ------------------------- | ---------------- |
| 1          | Robert Wickens        | Canada             | Carlin Motorsport         | 241              |
| 2          | Jean-Éric Vergne      | France             | Carlin Motorsport         | 232              |
| 3          | Alexander Rossi       | États-Unis         | Fortec Motorsport         | 156              |
| 4          | Albert Costa          | Espagne            | EPIC Racing               | 151              |
| 5          | Daniel Ricciardo      | Australie          | ISR Racing                | 144              |
| 6          | Kevin Korjus          | Estonie            | Tech 1 Racing             | 120              |
| 7          | Brendon Hartley       | Nouvelle-Zélande   | Gravity–Charouz Racing    | 95               |
| 8          | Sergio Canamasas      | Espagne            | BVM–Target                | 69               |
| 9          | Nelson Panciatici     | France             | KMP Racing                | 55               |
| 10         | Daniil Move           | Russie             | P1 Motorsport             | 54               |
| 11         | César Ramos           | Brésil             | Fortec Motorsport         | 47               |
| 12         | Chris Van der Drift   | Nouvelle-Zélande   | Mofaz Racing              | 43               |
| 13         | Nathanaël Berthon     | France             | ISR Racing                | 37               |
| 14         | Nick Yelloly          | Royaume-Uni        | Pons Racing               | 36               |
| 15         | Jake Rosenzweig       | États-Unis         | Mofaz Racing              | 33               |
| 16         | Daniel Zampieri       | Italie             | BVM–Target                | 28               |
| 17         | Adam Carroll          | Royaume-Uni        | P1 Motorsport             | 27               |
| 18         | Walter Grubmüller     | Autriche           | P1 Motorsport             | 24               |
| 19         | Anton Nebylitskiy     | Russie             | KMP Racing                | 22               |
| 20         | André Negrão          | Brésil             | International DracoRacing | 20               |
| 21         | Oliver Webb           | Royaume-Uni        | Pons Racing               | 17               |
| 22         | Fairuz Fauzy          | Malaisie           | Mofaz Racing              | 15               |
| 23         | Arthur Pic            | France             | Tech 1 Racing             | 12               |
| 24         | Sten Pentus           | Estonie            | EPIC Racing               | 11               |
| 25         | Jan Charouz           | République tchèque | Gravity–Charouz Racing    | 10               |
| 26         | Stéphane Richelmi     | Monaco             | International DracoRacing | 6                |
| 27         | Adrien Tambay         | France             | Pons Racing               | 6                |
| 28         | Mikhail Aleshin       | Russie             | KMP Racing                | 4                |
| 29         | Daniël de Jong        | Pays-Bas           | Comtec Racing             | 2                |
| 30         | Daniel McKenzie (en)  | Royaume-Uni        | Comtec Racing             | 0                |
| 31         | Marcos Martínez       | Espagne            | Pons Racing               | 0                |
| 32         | Jean-Karl Vernay      | France             | Pons Racing               | 0                |
| 33         | Lewis Williamson (en) | Royaume-Uni        | ISR Racing                | 0                |
| 34         | Filip Salaquarda      | République tchèque | Pons Racing               | 0                |
| 35         | Dominic Storey        | Nouvelle-Zélande   | Pons Racing               | 0                |
| 36         | Michael Herck         | Roumanie           | Pons Racing               | 0                |

## Classement des équipes
| Classement | Équipe                    | Pays               | Nombre de points |
| ---------- | ------------------------- | ------------------ | ---------------- |
| 1          | Carlin Motorsport         | Royaume-Uni        | 473              |
| 2          | Fortec Motorsport         | Royaume-Uni        | 203              |
| 3          | ISR Racing                | République tchèque | 181              |
| 4          | EPIC Racing               | Espagne            | 162              |
| 5          | Tech 1 Racing             | France             | 132              |
| 6          | P1 Motorsport             | Pays-Bas           | 105              |
| 7          | Gravity-Charouz Racing    | République tchèque | 105              |
| 8          | BVM-Target                | Italie             | 97               |
| 9          | Mofaz Racing              | Malaisie           | 91               |
| 10         | KMP Racing                | Russie             | 81               |
| 11         | Pons Racing               | Espagne            | 59               |
| 12         | International DracoRacing | Italie             | 26               |
| 13         | Comtec Racing             | Royaume-Uni        | 2                |